# San Pedro Puxtla
San Pedro Puxtla est une municipalité du département d'Ahuachapán au Salvador.